# Бетрина
Бетрина (рум. Bătrâna) — село у повіті Хунедоара в Румунії. Адміністративний центр комуни Бетрина.
Село розташоване на відстані 313 км на північний захід від Бухареста, 27 км на захід від Деви, 134 км на південний захід від Клуж-Напоки, 105 км на схід від Тімішоари.

## Населення
За даними перепису населення 2002 року у селі проживали 117 осіб, усі — румуни. Усі жителі села рідною мовою назвали румунську.